# Традате
Традате (итал. Tradate) — город и коммуна на севере Италии. Расположен в провинции Варесе области Ломбардия.
Население составляет 18 768 человек (на 2017 г.), плотность населения составляет 874 чел./км². Занимает площадь 21,48 км². Почтовый индекс — 21049. Телефонный код — 0331.
Покровителем населённого пункта считается Св. Стефан. Праздник ежегодно празднуется 26 декабря.